# Terarkenstraat
De Terarkenstraat (Frans: rue Terarken) is een doodlopend straatje in de bovenstad van Brussel. Het bestaat voor de helft uit een doorgangstunnel naar de Stuiversstraat en is in het midden door een trap verbonden met de hoger gelegen Ravensteinstraat. Het niet-overdekte deel van de Terarkenstraat is ingesloten door het Ravensteinhof aan de ene kant en BOZAR aan de andere kant.

## Naam
De Arcstrate of Arke strate duikt voor het eerst op in een akte van 1328. Het was een alternatieve benaming voor de Ingelantstrate (eerste vermelding 1293), die in het Middelnederlands wijst op de aanwezigheid van een weiland (en dus niets te zien heeft met Engeland).
De 'Ark' uit de straatnaam was wellicht een boogvormige structuur op de Koperbeek, die langs de straat naar beneden vloeide, of op de hoger gelegen Clutincvijver. Omstreeks 1260 stichtte de familie Clutinc in de straat, op de hoek met de Twaalfapostelenstraat, een godshuis Ter Arken voor twaalf bejaarde vrouwen. Latere generaties breidden deze Arca Dei uit en gaven haar in 1385 een kapel, Onze-Lieve-Vrouw ter Arken.

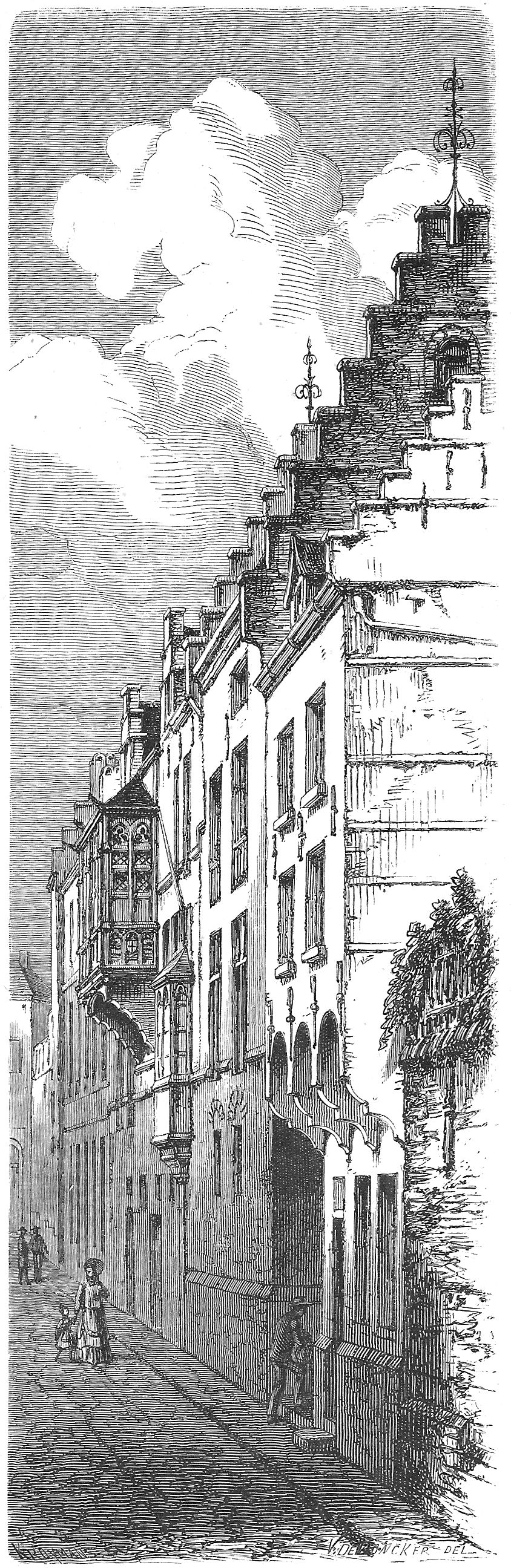
Terarkenstraat in 1882 (tekening Victor Dedoncker)

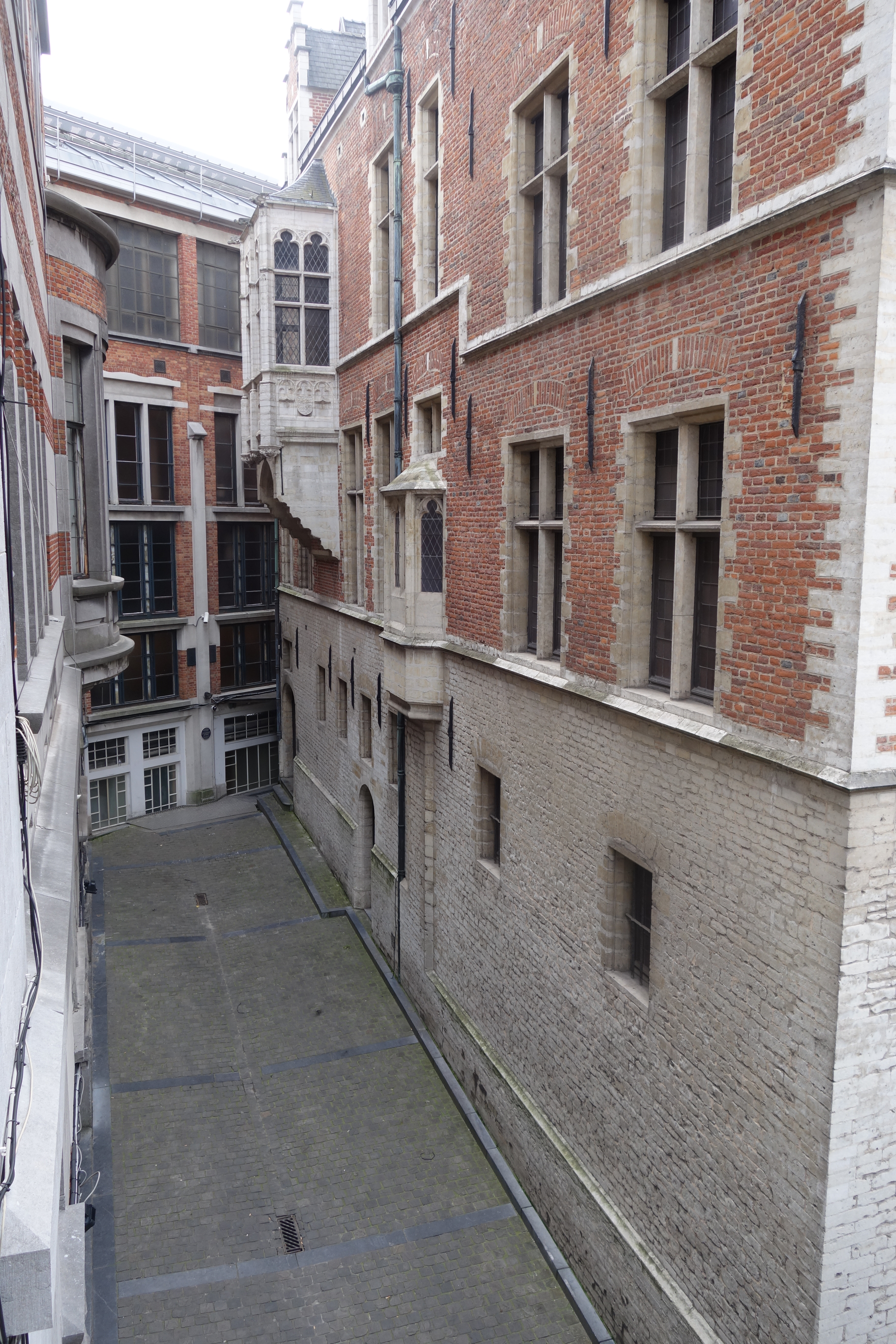
Links BOZAR, rechts het Ravensteinhof met de mooie erker.

## Geschiedenis
De oorspronkelijke Terarkenstraat liep omhoog over de noordkant van de Koudenberg tot het Baliënplein, via het Hof van Hoogstraten. In de 17e eeuw werd deze configuratie heraangelegd: de Terarkenstraat kwam nu uit tegen de hofkapel van het Koudenbergpaleis, met links de nieuwe Isabellastraat (verdwenen) en rechts de trap naar de Villa Hermosastraat (nog bestaand). Op de as Stuiversstraat-Terarkenstraat kwamen vier Jodentrappen uit. De trap naast het Ravensteinhof ligt nog steeds op dezelfde locatie als toen.
Tegenover de prachtig bewaarde residentie Ravenstein lag vroeger het huis van David Teniers II, dat hem ruïneerde. De woning ernaast was eigendom van Jacob Jonghelinck, en later van de schilder Raphaël Coxie en de medailleur Jean de Montfort.
In 1819 sloot men het godshuis Ter Arken, dat inmiddels door de armenmeesters werd beheerd, en bracht men de bewoners over naar het Groot Godshuis. Ter Arken en zijn kapel werden een paardenstal, die tijdens de septemberdagen van 1830 onder vuur werd genomen door legerartillerie. De burgerwacht bedwong de vlammen onder een kogelregen.
De Terarkenstraat was in de 19e eeuw een plek voor onderwijs, met onder meer een veeartsenijschool (opgericht rond 1840 en nadien omgevormd tot stadsschool nr. 1) en het Pensionnat de Demoiselles van Constantin Héger. In die kostschool, met hoofdingang aan de Isabellastraat, kregen en gaven de zusjes Emily en Charlotte Brontë les.
In 1908 verdwenen de Isabellastraat en enkele tientallen meters van de Terarkenstraat om plaats te maken voor Horta's Paleis voor Schone Kunsten. De straat loopt nu dood tegen de onderbouw ervan, en een uitbouw heeft de plaats ingenomen van de oude trap naar de Villa Hermosastraat.

## Voetnoten
1. ↑  Bram Vannieuwenhuyze, Brussel, de ontwikkeling van een middeleeuwse stedelijke ruimte , Proefschrift Geschiedenis, Universiteit Gent, 2008, p. 804
2. ↑  Guillaume des Marez, "La maison de David Teniers II et l'Hôtel Ravenstein", in: Annales de la Société Royale d'Archéologie de Bruxelles, 1912, p. 5-51, ill.
3. ↑  Jean d'Osta, Dictionnaire historique et anecdotique des rues de Bruxelles, 1986, p. 328